# Landesbetrieb Straßen, Brücken und Gewässer
Der Landesbetrieb Straßen, Brücken und Gewässer ist ein Unternehmen der Freien und Hansestadt Hamburg und der Behörde für Verkehr und Mobilitätswende zugeordnet. Seine Kompetenz liegt in der Realisierung und der bedarfsgerechten Erhaltung baulicher Anlagen der technischen Infrastruktur.

## Gründung
Die damalige Behörde für Stadtentwicklung und Umwelt (BSU) hat am 29. Dezember 2006 das Amt für Bau und Betrieb mit Wirkung zum 1. Januar 2007 aufgelöst und in die Rechtsform eines Landesbetriebes nach § 26 Landeshaushaltsordnung (LHO) überführt (Bürgerschaftsdrucksache 18/4149).
Seit 2020 ist der LSBG der Behörde für Verkehr und Mobilitätswende als aufsichtführende Behörde zugeordnet. Er unterliegt der Steuerung und Kontrolle durch den Senat und die Bürgerschaft. Der LSBG ist Dienststelle im Sinne des Hamburgischen Personalvertretungsgesetzes und nimmt seine organisatorischen und personellen Angelegenheiten in eigener Zuständigkeit wahr.

## Aufgabe
Der LSBG ist als Dienstleister der Behörden und Ämter verantwortlich für die Realisierung und die bedarfsgerechte Erhaltung baulicher Anlagen der technischen Infrastruktur in der Freien und Hansestadt Hamburg.
Sein Leistungsspektrum umfasst:
- Straßen (Hauptverkehrsstraßen. Diese umfassen nach Hamburger Definition die Straßen in Zuständigkeit der Behörde für Verkehr und Mobilitätswende; mit Ausnahme derer in Verantwortung der Hamburg Port Authority;  im Gegensatz zu Bezirksstraßen in Zuständigkeit der Bezirke)
- Küsten- und Binnenhochwasserschutz
- Gewässer (außer Bundeswasserstraßen)
- Konstruktive Ingenieurbauwerke (u. a. Brücken, Tunnel, Wände, Schleusen, Sperr- und Schöpfwerke)
- Lichtsignal- und Verkehrstelematikanlagen
- Öffentliche Beleuchtung
- Erschließungsmaßnahmen von gesamtstädtischer Bedeutung

Er übernimmt Verantwortung für
- Planen
- Entwerfen
- Bauen (Projektsteuerung)
- Unterhalten
- Betreiben

Der LSBG ist Auftragnehmer für die fachlich zuständigen Dienststellen und bearbeitet die ihm übertragenden Aufgaben und Projekte eigenverantwortlich. Die Auftrag gebenden Dienststellen der Behörde für Verkehr und Mobilitätswende (BVM) und die Behörde für Umwelt, Klima, Energie und Agrarwirtschaft (BUKEA) unterliegen einem Andiengebot gegenüber dem LSBG. Der LSBG nimmt alle Aufträge von diesen Dienststellen an; aber auch andere Dienststellen außerhalb der Behörde für Umwelt, Klima, Energie und Agrarwirtschaft (BUKEA) / Behörde für Verkehr und Mobilitätswende (BVM) können den LSBG beauftragen. Durch die Vollkostenrechnung wird deutlich, welcher Gesamtaufwand der Freien und Hansestadt Hamburg für die zu bearbeiteten Maßnahmen entsteht. Die damit verbundene Kostentransparenz ermöglicht wirtschaftliches Handeln.